# يوسف بن عبد الله الإبراهيم
يوسف بن عبد الله آل إبراهيم (1845م - 12 مارس 1906م) هو وجيه كويتي وتاجر لؤلؤ وتمور ثريّ جدّاً، وُلد في مدينة الكويت ونشأ فيها، كانت له أملاك كثيرة وبساتين واسعة في قرية الدورة بولاية البصرة التي أقام فيها مع بعض أسرته، كان مستشاراً مقرباً إلى حاكم الكويت محمد بن صباح، وأصبح بعدئذ ذا تأثير سياسي تاريخي في الكويت والبصرة والخليج العربي. عارض حكم الشيخ مبارك الصباح، وأراد إرجاع حكم الكويت إلى أبناء محمد بن صباح الصباح وجراح بن صباح الصباح، وتنازع مع الشيخ مبارك وكان ذلك سبباً في تدخل القوى الأجنبية في الكويت وإعادة رسم خارطتها السياسية، وقد سعى يوسف الإبراهيم لتقويض حكم مبارك متحالفًا مع بعض المسؤوليين العثمانيين ومع آل رشيد، حيث حاول استعداء «حمدي باشا» والي البصرة على مبارك، ولوح للسلطنة بأن مبارك موالٍ للإنجليز، وأنه -أي يوسف- سيعمل على إعادة نفوذها إلى الكويت، واتصل بالقنصل البريطاني في البصرة والمقيم البريطاني في بوشهر، ووعدهم بطلب الحماية من لندن إذا تدخلت لإنهاء حكم مبارك. وفوق ذلك فقد لجأ إلى استخدام سلاح القوة، حيث نظم أكثر من محاولة لغزو الكويت عسكريًا. ولم تتوقف جهوده تلك إلا بوفاته في 12 مارس 1906م.

## عائلته

خارطة مدينة الكويت القديمة ويظهر حي الوسط في الأعلى قريباً من البحر

يوسف بن عبد الله بن عيسى بن محمد بن عبد العزيز بن محمد بن إبراهيم بن ريمان بن إبراهيم بن خنيفر العنقري التميمي، من أسرة آل إبراهيم النجدية ذات الصيت والثراء، من عشيرة العناقر من تميم، وكانوا أمراء ثرمداء في إقليم الوشم في نجد قبل قيام الدولة السعودية، قدم جدُّهم محمد بن إبراهيم بن ريمان بن إبراهيم بن خنيفر العنقري من الحريق إلى الكويت حوالي سنة 1120 هـ/1708م واستقرّ فيها وأحضر معه أمواله ومنزلته الاجتماعية التي كان عليها في بلدته الأولى. وأنشؤوا لهم شارعاً سكنياً، سُمّي على اسمهم «فريج بن إبراهيم» في تل البهيتة قرب قصر السيف، وأقام بعضهم بعد ذلك في أراضيهم بقرية الدورة، وأقام آخرون في بومباي بالهند للتجارة. ويُعدّ آل إبراهيم من الأسر المؤسسة للكويت، وكانوا في أيام يوسف الإبراهيم أغنى أسرة بالكويت، وحصل ليوسف من العز والإقبال ما لم يحصله أحد من قبله منذ تأسست الكويت. وكانت لهم سيطرة على التجارة في الكويت وكان لهم أسطول من السفن الشراعية، وبساتين واسعة من النخيل في ولاية البصرة العثمانية. وتعتبر من أقدم وأكبر العائلات الكويتية التي انتقلت إلى الهند وعملت في مجال التجارة، وخصوصًا تجارة اللؤلؤ في القرن 13هـ/18م، فأصبحت ممسكة بزمام التجارة في الكويت مما جعلها صاحبة الكلمة المسمةوعة عند حاكم البلاد. ويقال لآل إبراهيم هؤلاء: بيت بن إبراهيم أوإبراهيم الدورة، نسبة إلى قرية الدورة، تفريقاً بينهم وبين أسر كويتية أخرى لها نفس الاسم.
 
وقد اشتركت الأسرة في عدة تبرعات مشهورة، مثل تبرع الشيخين «علي بن محمد آل إبراهيم» و«يوسف البدر» للكويت عندما طالبتها الحكومة العثمانية بمبلغ 4000 ليرة عثمانية ذهبية وقيل 9,000 ليرة ذهبية لدعم حربها مع روسيا سنة 1878م. وتبرعت زوجة يوسف الإبراهيم بألف روبية لصندوق عين زبيدة، واشتراك آل إبراهيم في إغاثة الملهوفين في سنة الهيلق مابين 1285هـ-1288هـ/1867-1870م وكان علي بن محمد الإبراهيم أولَ كويتي يُطبع له كتاب في المطبعة الأميرية في بولاق عام 1871م بعنوان «نيل المآرب». واشترك كلا من قاسم أو جاسم بن محمد آل إبراهيم -توفي في بومباي سنة 1957م- وابن أخته عبد الرحمن بن عبد العزيز آل إبراهيم في التبرع لبناء المدرسة المباركية سنة 1328هـ/1910م، فتبرع الأول بمبلغ 30 ألف روبية، وتبرع عبد الرحمن بمبلغ 20 ألف روبية، وكانا يسميان بملوك اللؤلؤ، إلا أن عبد الرحمن قد أفلس بعد انتاج اللؤلؤ الصناعي في اليابان، وتوفي في البصرة سنة 1960م فقيرًا معدمًا.

### نسبه ومكانته
كان لأسرة الإبراهيم مصاهرة مع آل الصباح، حيث أن يوسف الإبراهيم كان ابن خالة لزوجة محمد الصباح وزوجة جراح الصباح، ولكنه تصدّى للدفاع عن أولاد ابنتي خالته كأنه وليّ الدم الطالب بالثأر.
| يوسف الإبراهيم                     | هيا الصباح                         | منيرة الصباح                       | محمد الصباح | جراح الصباح |
| ---------------------------------- | ---------------------------------- | ---------------------------------- | ----------- | ----------- |
| ابن مريم بنت علي بن محمد الإبراهيم | بنت شيخة بنت علي بن محمد الإبراهيم | بنت شيخة بنت علي بن محمد الإبراهيم | زوج هيا     | زوج منيرة   |

ولد يوسف في حي الوسط (بهيتة)، ودرس في مدرسة أسرته في نفس الحي، وتعلّم اللغة الهندستانية وأتقن الإنكليزية بحكم عمله ومصالحه التجارية، وكان ذلك أمرا نادراً في ذاك الزمان، وكان ذا هيئة حسنة وأسلوب لطيف، ويحب العزلة، ولا يقيم كثيراً في الكويت. وكان أبوه يقيم أحياناً في مكة. لم تقتصر قوة يوسف على أمواله، بل كان موصوفاً بالدهاء وذا شخصية قيادية، أصغى إليه حكامُ من الكويت وحائل وقطر وبعض ولاة الهند والعثمانيين فهو يعد حاكم الكويت الخفي، وصاحب الكلمة الأولى والأخيرة، والخصم العنيد للشيخ مبارك ومرعبه. هذا واقع الحال دون أي مبالغة أو تهويل، ويوسف لم يكن يطمع في الحكم والاستئثار به، ولو أراده لأدركه خلال ساعات"، وكان مستشاراً مقرباً في عهد محمد بن صباح الصباح وكانت أمور الكويت في يده تقريبًا. وقال أمين الريحاني:"كان يوسف آل إبراهيم بنفسه ثورة، ودولة، وحرباً على الشيخ مبارك استمرت عشر سنين، فأوقف ثروته ووقته وحياته للأخذ بالثأر، أَجَلْ، قد كان هو الباذل للمال، وهو القائد للرجال، وهو رسول قضيته إلى الدولة العثمانية العلية، وإلى أمراء العرب.

### نفوذه

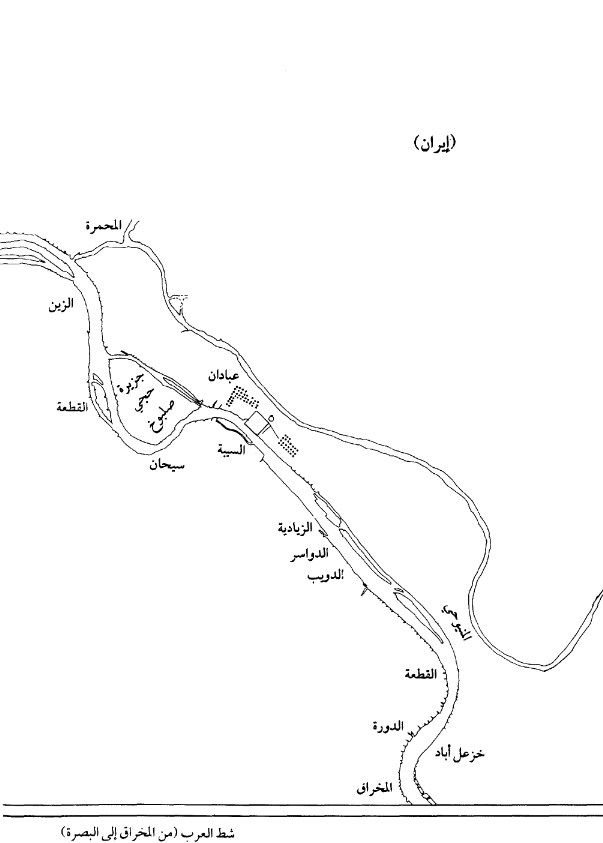
شط العرب وتظهر فيه قرية الدورة التي يملكها آل الابراهيم

أجار يوسف الإبراهيم ويليام ريتشارد ويليامسون حين استنجد به، فأدخله الكويت ثم يسّر له السبيل الآمن إلى البصرة. وكان من أكبر تجار عصره، وتربطه بالهند علاقات تجارية كبيرة، وكان دائم السفر إليها، وقد وطد علاقات جيدة مع البريطانيين، والدليل أن أول باخرة أجنبية وصلت الكويت كان هو على متنها وإسمها «بنانغ» سنة 1284هـ/1868م، وهي أول سفينة بخارية تجارية تجوب موانئ الخليج، وكانت قادمة من بومباي قاصدة البصرة، ولكن يوسف أقنع القبطان بتغيير خط سيره لتتوقف في الكويت ليوم كامل، حيث وصلتها في مارس 1868م، فصعد إليها الشيخ عبد الله الصباح لتحية ركابها، ثم دعاهم للنزول إلى المدينة في ضيافته، وقد سجل الرحالة الأمريكي «لوشر» الذي كان موجودا وقتها في الباخرة انطباعاته عن البلاد التي زارها في كتاب أصدره في الولايات المتحدة سنة 1891 بعنوان «مع النجمة والهلال». وكان يوسف أول كويتي اشترى يختاً من الهند سنة 1897م عن طريق ابن خاله عبد العزيز بن علي آل ابراهيم، ثم أهدى يخته إلى حمدي باشا والي البصرة في مارس 1899م. وفي سنة1306هـ/1888م حدث نزاع بين شيخ قطر وشيخ أبوظبي، فقام الشيخ يوسف الابراهيم بتقديم الخدمات والمعونات للشيخ قاسم بن ثاني حاكم قطر. ومن مظاهر صلاته بآل سعود أنه عندما قدم الإمام عبد الرحمن وابنه عبد العزيز آل سعود إلى الكويت للإقامة فيها سنة 1310هـ/1892م، كان يوسف حينها خارج الكويت، فلما عاد إلى الكويت قام بتجهيز جميع مستلزمات زواج عبد العزيز بن سعود وذلك هدية للإمام ولولده.
وحسب المعلومات التي نمت إلى علم الدبلوماسيين الروس، فإن يوسف الإبراهيم كان عضوا مساهمًا بإحدى الشركات الكبرى في بومباي المتخصصة في تجارة اللؤلؤ، وكانت مملوكة لشقيقه، كما أشارت نفس المصادر إلى قيامه بتحويل جزء كبير من الأموال التي كان وصيًا عليها إلى أحد البنوك الكبرى في بومباي.

## معارضته لمبارك الصباح
عندما استلم محمد بن صباح الصباح الحكم كان توزبع المهام بين الإخوة كالتالي: مبارك اختص بأحكام البادية والقتال وحفظ الأمن، أما جراح فكان عمله في الشؤون المالية. ثم بدأ جراح يتقرب إلى محمد حتى نال ثقته وشاركه في الحكم مشاركة فعلية في تصريف أمور البلد، فأصبح صاحب النفوذ الأكبر عنده. هناك ظهرت بوادر خلاف بين مبارك وجراح في أمور يكفي التلويح فيها ليصبح الشيطان حاضرًا بينهما لحرص الأول وإسراف الآخر. وتكشفت تلك الخلافات للعامة، واستفحل الخلاف بين جراح الذي يدعمه يوسف الابراهيم وبين مبارك. وبدا أن المال هو اساس المشكلة بين الأخوة، فقد ضيق محمد وجراح على مبارك ومنعا عنه المال ورفضا قبول حوالاته وطلباته التي كان يحتاجها في حالة غزواته، حتى اضطر مرة أن يمسك يده عن عائلته لينفق على رجاله وحرسه، وقد كان الشيخ مبارك جل قصده من صرف تلك الأموال أن يوسع حدود الكويت في البادية كي لاينحصر أمالها في البحر فقط. واستمرت المشاكل المالية بينه وبين أخيه محمد من تضييق مالي عليه ورفض حوالاته التي يسد به عوزه ويقضي حاجته في مصاريفه المنزلية وحتى في الغزوات التي يكون هو قائدها. لذلك نرى أن الحصار المالي لمحمد وجراح على مبارك وبمساعدة يوسف الإبراهيم كان للحد من توسيع نفوذه. لذا لا نرى أي شبهة تدخل من أطراف خارجية مثل الدولة العثمانية أو بريطانيا في عملية الاغتيال.
إذا فجذور الخلاف بين الشيخ مبارك والشيخ يوسف آل ابراهيم كانت بسبب الصراع على السلطة السياسية والمالية، فقد كان الشيخ يوسف هو صاحب السلطة الحقيقية في عهد الشيخ محمد الصباح بما يملك من نفوذ اقتصادي ودهاء سياسي، بينما يحمل مبارك لواء السلطة العسكرية وصاحب الخبرة فيها بما يملك من جرأة وطموح. فكان تقريب محمد الصباح ليوسف الابراهيم وإلقاء مقاليد الأمور إليه حتى ليخيل للباحث أن الحكم ليوسف، وأن مبارك ليس له من الأمر شيء، فصارت له الكلمة العليا في الكويت وأنيطت به كافة الأمور المهمة، فلمعت شخصيته، فلم تسمع لأحد كلمة مالم تقترن بموافقة الشيخ يوسف الابراهيم.

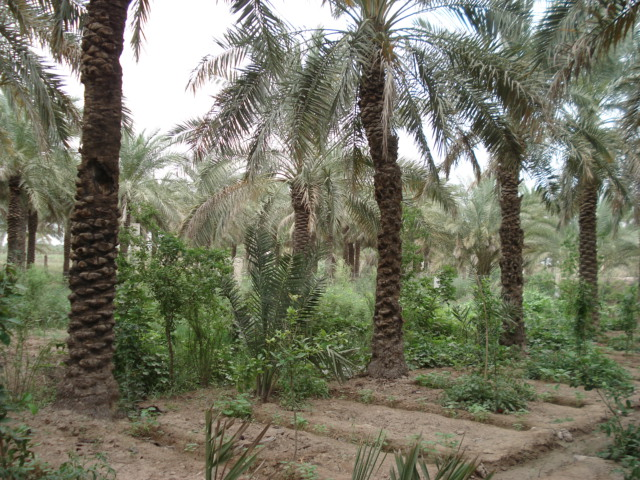
منظر من بساتين مدينة الفاو

### محاولات أخيرة للإصلاح
بعد أن يأس مبارك من اقناع أخويه بالحصول على المال ليبذله في سبيل مغازيه، طلب منهما أن يقرا له بحقه في الأملاك الموروثة له من أبيه في العراق، فامتنعا عن إجابة طلبه هذا أيضا. فأصر في طلبه حتى كاد أن ينتهي الأمر إلى ما لا يحمد عقباه، لولا أن سالم البدر وثلة من أشراف البلد توصلوا إلى إقناع الأخوين بالنزول إلى حكم مبارك، وأن يكتبا ثلاث أوراق إحداهما: يحصى فيها لامة الحرب من أسلحة وذخيرة ويبقى ذخرا للجميع، واثنتان فيهما الاعتراف له بما أراد، وتبقى إحداهما عنده والثانية بأيديهما. توصلوا إلى ذلك وكتب الأوراق كلها يوسف بن إبراهيم طائعا مختارا، وبهذه رجعت المياه إلى مجاريها، وصفا وجه الإخاء ردحًا من الزمن حتى تراكمت الديون على الشيخ مبارك، فطلب من أخويه أن يدفعا إليه مقدارًا من المال من حساب استحقاقه من واردات أملاكه في العراق ليسدد ديونه، فلم يستجيبا إلى طلبه، فثارت زوبعة في أرجاء الكويت، فاجتمع أعيان البلد وقرروا التوسط مرة ثانية، فسألوا الأمير أن يعطي أخيه ما هو بحاجة إليه، فوافق الأمير فأمر فهد الخالد أن يسدد ديون مبارك البالغة 660 ريالا (وقيل 6060 ريالًا)، ولكن تدخل يوسف الابراهيم فأوعز إلى فهد الخالد بعدم إعطاء مبارك شيئا مالم يعيد الصك الذي عنده، فثارت ثائرة مبارك فأخذ يسب ويشتم يوسف الإبراهيم سبًا ذريعًا ويتوعده بالفتك والقتل، ففر يوسف من الكويت خوفًا من بطشه وذهب إلى الصبية حيث قصره هناك، ولكن بعد أن ترك ورائه مسألة يصعب حل عقدها. ثم وللمرة الثالثة طلب مبارك من وجوه وأعيان الكويت أن ينصحوا أخيه محمد ليخفف من غلوائه ويبتعد عن سماع يوسف الابراهيم وغيره ممن لا يريدون به خيرًا. فأجابوا رجاءه ولكنهم يعملون أن لا حل للإشكال بدون حضور يوسف إبراهيم، وانتدبوا لتبليغه الأمر وإيصال الكتاب إليه السيد خلف باشا النقيب، وفهد الخالد، وعبد العزيز الفارس وعبد العزيز السميط، وكان إذ ذاك قد نزل الرقعي، فعرضوا عليه مهمتهم وما يراد منه، فامتنع يوسف عن إجابتهم، فقالوا له: إذا لم تجب فإن أحد الأخوين لا بد أن يقتل أخاه. فسأل: لماذا؟ قالوا: لأن محمدا بعد أن دعا مباركَ بن عذبي من البر، خشي أخوه مبارك أن يكون وراء هذا الاستدعاء شرٌّ فاستعد هو وخدامه بالسلاح اتقاء للحوادث الطارئة، فوافق يوسف على الحضور، إلا أنه وصل الكويت بعد ثمانية أيام، فاستيقن مبارك أن أخاه الشيخ محمد بعد قدوم يوسف وتدخله في الأمر لن يلب طلباته، وعلم يقينًا أن هذا النزاع لا يمكن حله بالسلم، ولكن مع ذلك انتدب السيد خلف وعبد العزيز الزين وفهد الخالد الدويرج أن يكلموا أخاه للمرة الرابعة كي يصفي حسابه ويعطيه من ماله. فسار الوفد إلى الأمير في داره، فأمرهم أن يذهبوا إلى يوسف بن إبراهيم في بيته وهناك يكون الملتقى. فما كادوا يستقرون في مقاعدهم حتى أقبل محمد، فقالوا له: أن مبارك يريد أن نقدم له حسابا صحيحًا عن ريع تمور الفاو والصوفية والزين في السنين الثلاث الماضية. فقدم الحساب بعد فترة إلى خلف النقيب ليقدمه إلى مبارك، إلا أنه كان مشوشًا وغير واضح.
وبعدها عرض النقيب على الأخوين الاجتماع في بيته لعلهما يتفاهمان وأخذ منهما العهد أن لا يجابه أحدهما الآخر بما يكره، فأجاباه إلى ما طلب وحضرا في الوقت المعين ففاتح مبارك أخاه وعتب عليه في أمور كثيرة، ثم قال إني لا أريد أن أكلفك شططا فأنا أطلب إشرافي على الحساب الحقيقي لأعرف مالي وما علي، ولك علي قبول ذلك إذا كان بيمين بالله أنك لم تزد فيه ولم تنقص منه. وافق الشيخ محمد بهذا الاقتراح، ولكن مضت أيام وهو يعد ويخلف والسيد النقيب يتردد بين الاثنين، وأخيرا قال له محمد: أنا لا أجيب مباركا إلى طلبه، إلّا بعد أن آخذ منه صكّا في قبول ما أقدمه له مهما كان، فحاول النقيب إقناعه بأن هذا الطلب غير معقول، فأصر على رأيه: فأبلغ النقيب مبارك بذلك. فاضطرمت النار في قلبه ولكنه تجلد، ثم بعد هذا صادف أن مباركا واجه أخاه محمد في الطريق فدنى منه وسلم عليه وأخذ يلاطفه في الحديث ويستعطفه في إنجاز ما وعد، فلم يجد منه إلّا إباء وامتناعا، وما زال وإياه في هذا الجدال حتى وصل البيت ورجع عنه. ثم أعقب هذا أن أخاه جرّاحا دخل سوق اللحم فصاح بين أهله بقوله إياكم أن تعطوا مباركا شيئا، فقد تبين أنه من المفلسين وأن عليه ديونا عظيمة، وكان مبارك إذا احتاج إلى لحم أخذ منهم على ذمة أخويه، عندها أسقط آخر سهم في كنانة مبارك، وقد فشلت وسدت أمامه كافة أبواب الإصلاح، فصمم على التضحية بهما وإزالتهما من امامه.

مبارك الصباح.

### الهروب بعد حادثة الاغتيال
بعد أن قُتل محمد بن صباح ونائبه جراح، ضجت الكويت وارتفع العويل من أقصاها إلى أقصاها لحادثة لم يشهد لها تاريخ الإمارة مثيلا لها، حيث أول مرة جرى الوصول إلى الحكم عن طريق سفك الدماء. بالمقابل فإن سعود بن الشيخ محمد عندما تلقى نبأ مقتل والده وعمه أسرع إلى اسطبل آل إبراهيم قرب دروازة عبد الرزاق، وامتطى فرسًا واتجه هاربًا إلى قصر الشيخ يوسف الإبراهيم في الصبية، حيث أبلغه بخبر الاغتيال. وكانت المسافة تقارب 100 كم، وقد نفق الفرس بعد وصوله من أثر التعب. ومن حسن حظ يوسف أنه لم يكن في الكويت اثناء الحادثة بل كان في قصره بالصبية. فأدرك مبارك أنه لن يجلبه من مكمنه بالقوة، ففضل استمالته باللين والمصانعة، فبعث إليه رسلًا يطلبون منه العودة إلى الكويت ويضمنون له الأمن على نفسه وماله وحفظ منزلته التي كان عليها في عهد الشيخ محمد. فتظاهر يوسف أنه سيلبي الطلب سريعًا لئلا يسيء به مبارك الظن فيعاجله قبل فراره، وعندما استعد بالفرار أقبل إليه «ابن دويهيس» من الكويت بخبره بسير مبارك إليه بجموع لا قبل له بمقاومتها. وأكد ذلك الخبر كتاب من أحد الكويتيين بهذا المعنى، فأسرع إلى سفنه الشراعية الراسية في الصبية واتجه بها إلى أملاكه في «الدورة». واستمر محافظًا على سكونه ولم يبدر منه شيء، وذلك لأن أبناء محمد وجراح لا يزالون في الكويت.
وبعدها دبر أبناء الشيخين محمد وجراح خطة للهروب من الكويت بمساعدة «حمد عبد المحسن الغرير» أحد كتاب الشيخ محمد وجراح ومن المقربين من يوسف الإبراهيم، حيث طلب صباح بن محمد من عمه الرخصة لترويح النفس بأحد الأماكن، فرخص له وحده ومنع إخوانه، فأعاد الالتماس بالسماح لهم جميعًا، فأجابه وأرسل معهم رجالًا من حاشيته لمراقبتهم للمحافظة عليهم. وبعد يومين من وصولهم استغفلوا الحراس وهربوا ليلًا مشيًا على أرجلهم حتى وصلوا المعامر، فقام صاحبها وأوصلهم إلى الدورة حيث مقر يوسف الإبراهيم.  وذكر خزعل أن أبناء محمد وهم:صباح وخالد وعذبي وعلي أخاهم غير الشقيق أبناء محمد الصباح، ومعهم حمود بن جراح الصباح، قد تركوا الصبية إلى البصرة سرًا ورافقهم في سفرهم هذا كلا من السيد عبد الوهاب الطبطبائي والشيخ «محمد بن رابح» حيث التقوا بيوسف الإبراهيم في البصرة، فرجحت قضيته ضد الشيخ مبارك بوصولهم، ومن هناك سعى إلى الانتقام من مبارك، فشكل ذلك فترة خطيرة من تاريخ الكويت بين يوسف الإبراهيم والشيخ مبارك. وقبل ذلك وعقب حوالي أسبوعين من حادثة القتل -أي في ليلة عيد الأضحى 1313هـ/1896م- قرر قسم من عائلة آل إبراهيم ترك الكويت، فخرجوا على دفعات من بيوتهم في بهيتة، وركبوا البحر واتجهوا إلى الدورة ومعهم عائلاتهم وعددها 10 عوائل، وعائلتا الشيخين محمد وجراح اللتان كانتا موجودتين في منزل أمهم «شيخة بنت علي آل إبراهيم» وابنتيها «هيا» زوجة الشيخ محمد و«لولوة» زوجة الشيخ جابر بن فاضل، وصحبهم ابن أخيها مشاري بن أحمد آل إبراهيم.

## اندلاع الصراع بين يوسف والشيخ مبارك

### شكاية إلى والي البصرة

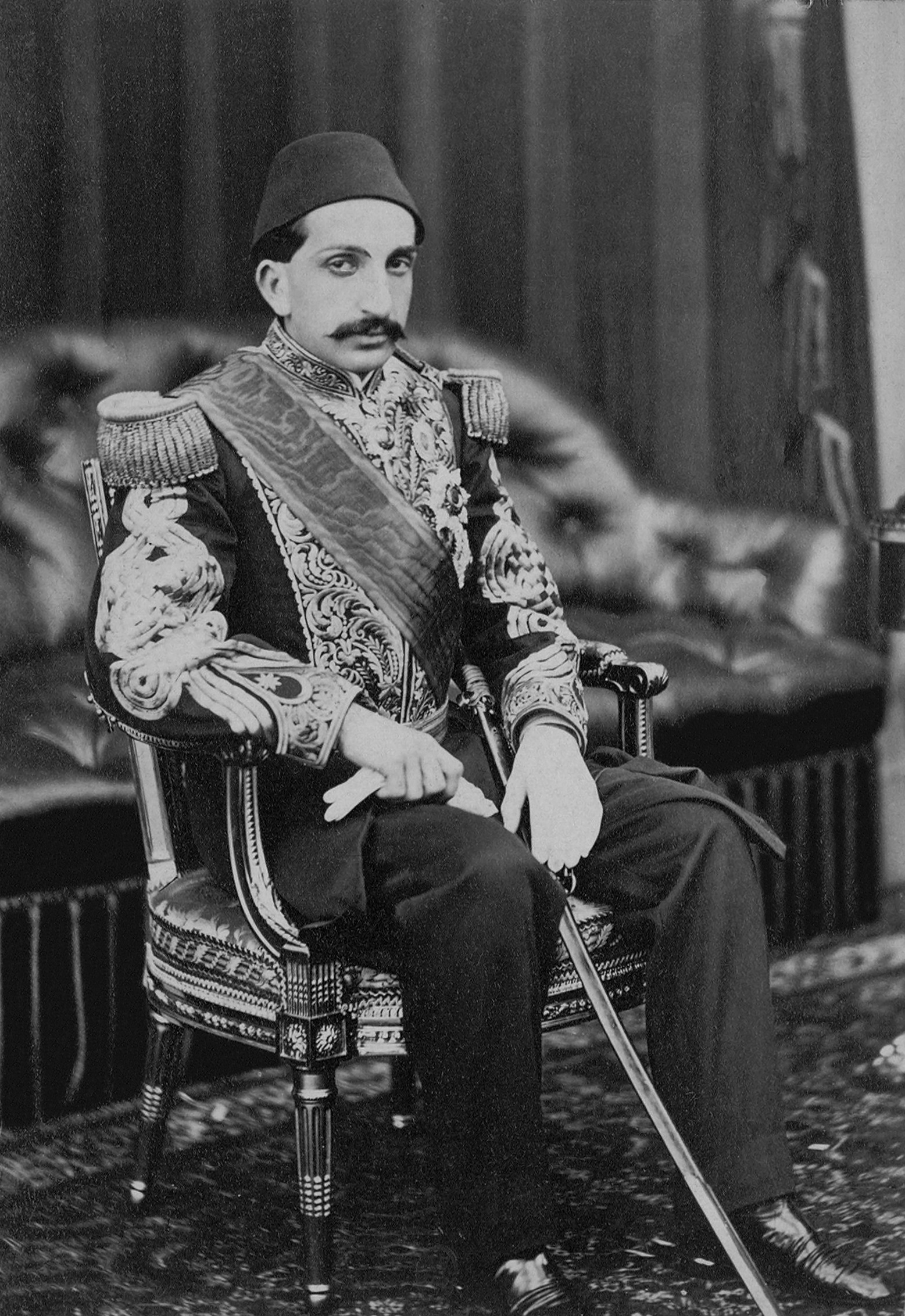
كانت أخبار يوسف تصل إلى عبد الحميد الثاني

بعد أن استقر المقام بأبناء الشيخين محمد وجراح بالبصرة، رفعوا شكاية مسهبة إلى «حمدي باشا» والي البصرة بتحريض من يوسف الإبراهيم، ذكروا فيها أن الشيخ مبارك اغتصب إمارة الكويت بعد أن قتل شيخيها الذين كانا يحكمان الكويت بموجب فرمان همايوني، وأن قصده من ذلك العمل هو خلع السيادة العثمانية عن الكويت وتسليمها إلى دولة اجنبية. فأصغى الوالي إلى هذه الشكاية حيث لاقت هوى في نفسه، فكتب بذلك إلى الأستانة يشرح لها عصيان الشيخ مبارك وتمرده على الدولة العثمانية، ويطلب منها الإذن أن يسوق فرقة من الجيش إلى الكويت لإرغام الشيخ مبارك على التخلي عن الحكم، ولكنه لم يوفق لذلك. فقدم أبناء محمد وجراح الصباح عريضة إلى حمدي باشا يطلبون فيها إعادة أموالهم التي استولى عليها الشيخ مبارك في الكويت، وأبرزوا له مستندات، كان بعضها يتضمن اعترافًا من الشيخ مبارك بتلك الأموال. فكتب حمدي باشا إلى الشيخ مبارك يطلب منه إعادة تلك الأموال طبقا للمستندات، فأجابه الشيخ مبارك بأن تلك المستندات زَوَّرها يوسف الإبراهيم، ولكنه لا ينكر وجود أموال لهم في الكويت، إلا أنها شيء قليل ولا يستحق الذكر، وقدم بذلك قائمة إلى حمدي باشا واشترط في تسليم محتويات القائمة استحصال صك من أبناء أخويه بإسقاط كل مالديهم من إدعاء في الكويت، وهو ما رفضه أبناء محمد وجراح. وقد استمروا بدفع قضيتهم فقدموا شكوى جديدة إلى والي البصرة، الذي قرر تشكيل محكمة وأمرها بحجز جميع أملاك آل صباح الزراعية في البصرة والفاو حتى يبت في ادعاء أبناء الشيخ محمد بملكية الأراضي تلك. وهو أمر ألغته الحكومة المركزية في اسطنبول في سنة 1896م.

### اتهامه بالاغتيال ومحاولة تحييده
في سنة 1314ه‍ـ/1896م بعد أن سيطر مبارك الصباح على الحكم، وأيقن أنّ يوسف الإبراهيم قد أفلت منه وأنه يبيّت له، بادر بكتابة مضبطة ذكر فيها أنّ يوسف الإبراهيم هو الذي قتل الحاكم محمد بن صباح، وأجبر مبارك وجهاءَ الكويت على التوقيع على هذه المضبطة فاستجابوا له إلا قليلاً، فأُرسل بالمضبطة إلى حمدي باشا والي البصرة، بصفته ممثل الحكومة العثمانية. وبما أن حمدي باشا صديق ليوسف الإبراهيم فقد أعطاه نسخة منها، فأخذها يوسف.
وبعدها أوعز الشيخ مبارك إلى بعض أكابر أهل الكويت أن يرجوا يوسف الكف عن الحركات ضد الكويت وان يخلد إلى الراحة والسكون. وماكان من يوسف بعدما رفعوا الأمر إليه إلا أن قال لهم في رسائل بعثها إليهم أنه لا يريد سوءا بالكويت ولا بأهلها، وأنه ليسيئه كل ما يقلق راحتهم. فتوسم مبارك من لينه في جوابه ندمه على ما فرط منه، فأمر جملة من الأكابر بالسفر إليه في مقره «الدورة». فقدموا إليه وعلى رأسهم الشيخ حمود آل صباح، وبعد أن اجتمعوا به فتحوا أمر العودة وحثوه بالرجوع إلى الوطن، ولكنه قابلهم بكل برودة وفتور. وعندما ألح عليه حمود بالرجوع أمر بإحضار المضبطة التي اتهمه مبارك فيها بقتل أخويه، وقال له:كيف تطلب مني الرجوع والثقة على نفسي منكم، وهذا عملكم معي؟ تشهدون علي بأني أنا القاتل؟ هل بلغت بي البلاهة إلى الحد الذي تريدون أن ألقي بنفسي بين أيديكم؟ فأنكر حمود علمه بهذه المضبطة. وقال:قد يكون مبارك هو المزور لها على ألسنتنا. فقال يوسف: وها أنتم تدعونني إلى الرجوع إليه وهذا عمله، فهل تظن إن من أقدم على سفك دم أخويه يتورع عنه؟ فهذا الأمر لا سبيل إلى الكلام فيه، فرجع الوفد. ومع ذلك سعى مبارك من جديد في إقناع عائلة خصمه آل الإبراهيم كي تتوسط لإنهاء هذا النزاع وإيقاف أعمال يوسف العدائية ضده، فأرسل وفدا ممثلا بعبد العزيز السميط إلى بومباي ليطلب من الشيخ عبد العزيز بن علي آل إبراهيم عميد الأسرة لهذا الغرض، ولكن سفارة السميط فشلت بإقناع الشيخ عبد العزيز الذي اعتذر واعتبر الأمر شأنًا خاصًا بالشيخ يوسف وليست لديه من القوة ما تمكنه من فرض الأمر عليه. ومع ذلك لم ييأس الشيخ مبارك الذي طلب من الشيخ مزعل ابن مرداو شيخ المحمرة الوساطة للمصالحة بين الطرفين، وسعى الشيخ جهده ولكن المساعي توقفت باغتيال الشيخ مزعل سنة 1315هـ/1897م.

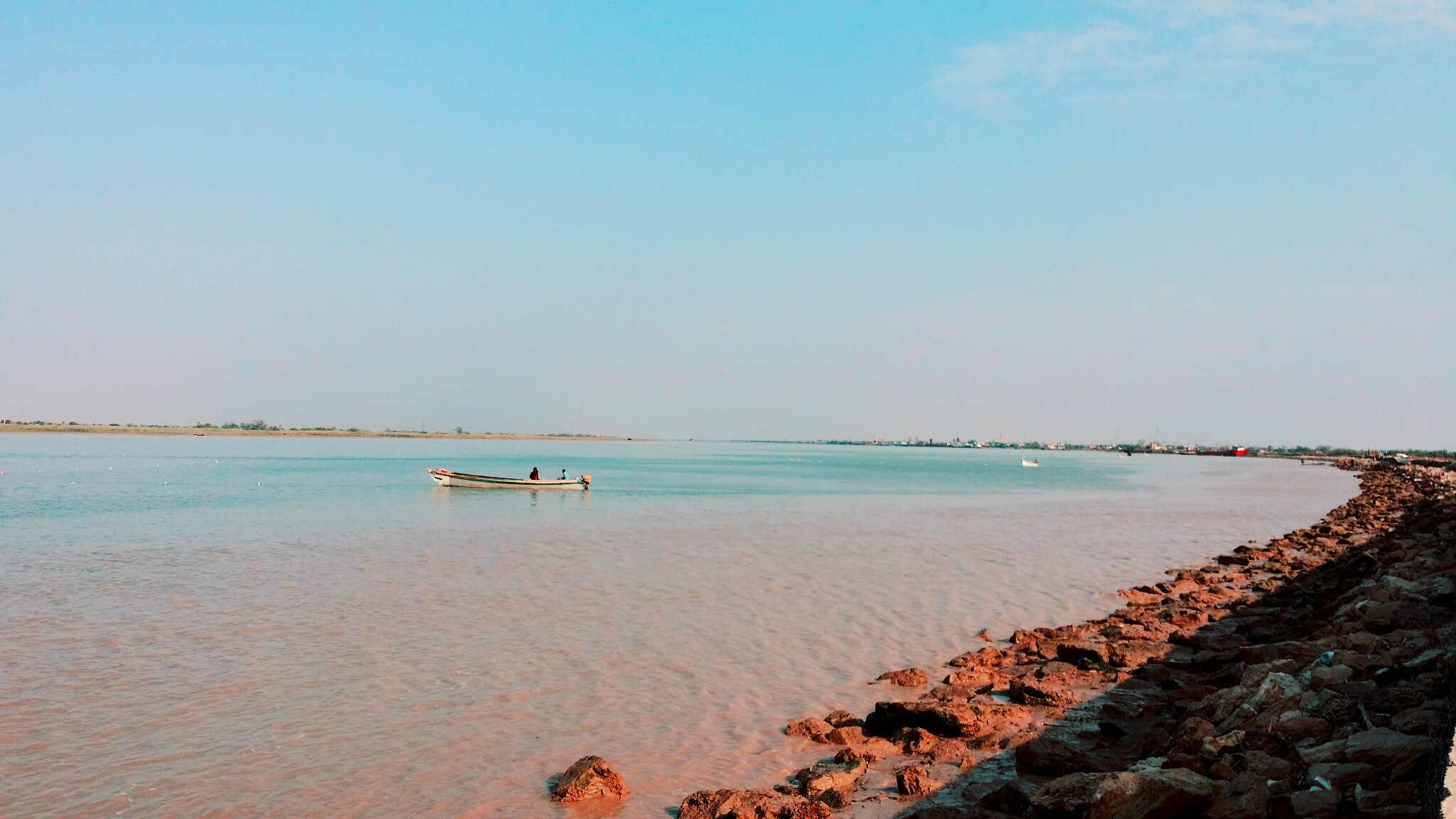
شط العرب في مدينة الفاو منفذ بحري من الخليج العربي إلى البصرة والعكس

استمر الشيخ مبارك في أمر المصالحة، فطلب من شخصيات مقربة من الشيخ يوسف مثل مقبل بن ذكير  والإمام عبد الرحمن بن فيصل وسليمان الدخيل ومحمد بن عبد الوهاب الداريني وغيرهم السعي للوساطة، إلا أن الشيخ يوسف الإبراهيم رفض الصلح مع مبارك، واستمرت تلك المساعي حتى نهاية سنة 1315هـ/1897م عندما علم الشيخ مبارك بوفاة الأمير محمد بن رشيد فتوقف عن طلب المصالحة. وسبب ذلك أن الشيخ مبارك كان متخوفًا من أن يتبنى ابن رشيد تلك القضية وهو يدرك أن ليس بمقدوره مواجهة خصمه بدعم وتأييد مباشر من الأمير محمد بن رشيد. لذلك علم أن موازين النزاع تغيرت لصالحه بعد وفاة أمير حائل، فرفض أي مساع للصلح، واتهم الشيخ يوسف بعدم المصالحة، وأنه قادر على مواجهته.

## طاقم عمل يوسف الإبراهيم
بعد هروب الشيخ يوسف من الكويت انضمت إليه مجموعة من أهالي الكويت رفضًا لجريمة القتل وتعاطفًا مع أبناء القتيلين، وقد أسهمت أسرته آل إبراهيم مساهمة مادية، فقام الشيخ صالح أل إبراهيم بإدارة الأملاك بالدورة والإشراف عليها، أما الشيخ عبد العزيز بن علي آل إبراهيم فهو المشرف على الأعمال والتجارة في الهند. وهناك من ساهم إعلاميا في إدارة النزاع مثل السيد عبد الوهاب الطبطبائي الذي كان يكتب المقالات ويراسل الجرائد والمجلات ليوسف الإبراهيم. أما مؤيدو الشيخ يوسف داخل الكويت فقاموا بأدوار مختلفة لدعمه في هذا النزاع مثل نقل الأخبار والتجسس وبث الدعاية لصالحه، وحث الإبراهيم بالمراسلات لمهاجمة الشيخ مبارك، وأنهم سيقفون إلى جانبه. واعتمد خلال تلك المدة على التكتم الشديد والغموض الذي أحاط به وبأعماله، وكان يلبس ملابس بالية وقديمة للتخفي، ويتجه من مكان لآخر دون أن يحس بذهابه أحد إلا بعد عدة أيام. واعتمد في تنقلاته على وسائل نقل سريعة، حيث قام بشراء مركب بخاري جديد من الهند سنة 1314هـ/1897م عن طريق ابن خاله عبد العزيز بن علي آل ابراهيم.

## حملة يوسف الابراهيم البحرية

مناطق في تاريخ يوسف الإبراهيم

لما يأس يوسف من الصلح وبدا أن النزاعات السياسية والقانونية انتهت لصالح الشيخ ميارك، فقرر اختيار النزاع المسلح. فبدأ بتجهيز حملة بحرية بتكتم شديد، فسافر من الدورة إلى هنديان وبندر معشور في عربستان بتاريخ 3 محرم 1315هـ/3 يونيو 1897م، ولبث هناك مدة يحشد الرجال ويبذل الأموال في ذلك، ولم يشأ أن تتجه إليه الأنظار، فقام بإبراق البرقيات التي تنبئ بأنه سافر إلى الهند، وتوالت البرقيات بأنه سيتجه إلى بور سعيد ومنها إلى مرسيليا، فصدقها الناس. وكان قد طلب سابقًا من خاله عبد العزيز بن علي آل إبراهيم في بومباي تجهيزه ببنادق من نوع مارتيني-هنري، فشحنت له على ظهر سفينتين إلى الدورة بسرية شديدة، إلا أن الشيخ مبارك اكتشف أمر الشحنة، فطلب من الشيخ خزعل أن يمنع وصولها إلى الدورة، فقام الشيخ خزعل باعتراض السفينتين إثناء عبورهما شط العرب، ولكنه لم يتمكن من الاستيلاء عليهما حيث وصلتا إلى الدورة بسلام.
وفي 12 محرم 1315هـ/يونيو 1897م قاد يوسف الإبراهيم حملته الأولى من هنديان لمهاجمة الكويت، بسفن عددها مابين 13 أو 14 سفينة محملة بسبعمئة من الرجال المدججين بالسلاح، ويرافقهم أبناء الشيخين محمد وجراح، وقبل خروجهم من الشط أبصروا سفينة لرجل كويتي اسمه «علي سليمان أبو كحيل»، فأمسكوا به ومن معه وأخذوا مافيها من ماء وطعام، ثم أطلقوا سراحه بعد أن وَعَدَهم بأن لا يخبر أحداً بأمرهم، لكنه سرعان ما توجّه إلى الكويت فأنذر مبارك الصباح الذي كان غافلاً عن ذلك فاستعدّ لملاقاة ابن إبراهيم. وفي صبيحة يوم 15 محرم 1315هـ/يونيو 1897م اقترب الأسطول من بنيد القار حين تراءت مجموعة يوسف الإبراهيم ومجموعة مبارك الصباح، وجد يوسف أن المقاتلين الكويتيين مرابطين على ساحلها، فأراد الرجوع إلى البصرة فأشار عليه رفيقه مبارك بن عذبي الصباح بأن يمضي إلى الساحل، لأنّ أهل الكويت  معهم، فقال له يوسف «إنني لا أطمئن لما تقوله من مناصرة الكويتيين، وإننا مع ذلك لم نقصد أهل الكويت، مرادنا ثلاثة لا غير»، والثلاثة هم مبارك وابناه جابر، وسالم، فرجعت السفن بخيبة الفشل، وقد كلفتهم 30 ألف ليرة. وفي تلك الأثناء كان طراد إنكليزي يراقب سير أسطول يوسف ويحوم حول جزيرة عوهة حتى عادت السفن أدراجها، ومع ذلك بقي الطراد في مكانه. وصادف أثناء وجوده وصول سفينة عثمانية إلى الكويت قادمة من قطر، فظن الطراد أنها آتية لأمر ما، فلحق بها إلى الميناء، ثم تبين أنها لم تقدم لمهمة رسمية.
بعد فشل تلك الحملة توجه أبناء محمد وجراح بتحريض من يوسف الإبراهيم إلى البصرة لزيارة القنصل البريطاني، وعرضوا عليه مقترح للحكومة البريطانية بوضع الكويت تحت حمايتها إذا ساعدتهم على إعادتهم إلى الحكم وطرد مبارك، وهذا يعني تسليم السلطة ليوسف الإبراهيم. وقد وعدهم القنصل خيرًا، فأرسل برقية إلى السفير البريطاني في الأستانة والذي بدوره رفع الأمر إلى حكومة سالزبيري في لندن، وفي النهاية رُفِض المقترح بسبب تخوف الخارجية البريطانية من دخولها في مواجهة حادة مع العثمانيين. وعلى كل فقد أقرت بريطانيا في نهاية 1897م في صعوبة إزاحة مبارك عن الحكم نظرًا للدعم الشعبي الكبير له، إضافة إلى دعم «رجب أفندي» قائد الفيلق التركي السادس والرجل القوي بالسلطنة. لذلك رأت حكومة الهند أنه كلما صعب وضع مبارك كلما ساءت علاقته بالحكم العثماني، يكون من السهل استمالته نحوها. لذا قررت الرهان على مبارك بإقامة اتصالات غير علنية على مدى عام كامل مع يوسف الإبراهيم وقدمت له ولأبناء أختيه تسهيلات ومعاملة حسنة في بوشهر وبومباي. حيث تمتع يوسف بحرية الحركة وإمكانه التصرف جزئيا في ملايين صهره الراحل التي أنفقها على تدبير المؤامرات ضد مبارك، فتغاضت السلطات الإنجليزية في الهند عن تلك الأمور، لأنها في نهاية الأمر تؤدي إلى إضعاف شوكة مبارك.

### ردود الفعل على الحملة
بعد تلك الحملة هدم الشيخ مبارك قصر الشيخ يوسف في الصبية لحرمان خصمه الاستفادة من القصر، ومنعه أن تكون مركز ونقطة انطلاق لهجمات في المستقبل. كما قبض على بعض أعوان الشبخ يوسف داخل الكويت، وزج بهم في السجن، وصادر أموالا قيمتها حوالي 1200 قران. ثم أرسل شكوى إلى «عارف باشا» والي البصرة -مع هدايا لضمان التجاوب معه- وطالب بإنزال العقاب بمدبري الهجوم على الكويت. فتجاوب الوالي معه وأرسل إلى الحكومة في إسطنبول بتاريخ 10 يوليو 1897م/صفر 1315 معتبرًا الحملة خطر على المنطقة، واتهم يوسف بالتمرد والعصيان على الحكومة. ولكن الموقف سرعان ماتغير بعد تحرك الشيخ يوسف وقدم له مبلغًا كبيرًا، فتراجع عن كلامه السابق، وأصبح موقفه لصالح يوسف ورفض معاقبته، فلجأ مبارك إلى صاحبه رجب باشا قائد الفيلق السادس في بغداد طالبًا منه المساعدة بعد إغراقه بالهدايا. فضغط رجب باشا حتى أرسلت الحكومة سفينتين بحريتين من البصرة لمطاردة يوسف، فعادتا دون جدوى. ورفض والي البصرة طلب مبارك بأن يسمح له بمطاردة يوسف الإبراهيم بنفسه في المياه العثمانية والإيرانية. وقد تباين موقف الحكومة المركزية مابين مؤيد للشيخ مبارك ومعارض له، فاضطر الشيخ مبارك رفع شكواه إلى السلطان عبد الحميد، حيث اتهم عدوه يوسف الإيراهيم بالسعي لنشر الفوضى وجر بريطانيا بتودده إليهم إلى المنطقة. فرد يوسف الإبراهيم مراسلات مبارك بمراسلات مثلها إلى السلطان أنكر علاقته بالحملة، وطالب بمناصرة أبناء محمد وجراح بإقصاء مبارك وتعيين أحد أبناء الشيخين محمد وجراح الصباح شيخًا للكويت. وجاء رد الباب العالي مؤيدا للشيخ مبارك ومحملا يوسف الإبراهيم مسؤولية الحملة، واعتبر وجوده خطر على أمن المنطقة، وأنه عميل للإنجليز، ويستدل على ذلك أنه لم يجد رفض بريطاني عندما كان يجهز سفنه على الساحل الفارسي، ولكن لم تتأكد إن كانت حملته بتحريض بريطاني أم لأ. وردًا على ذلك وافقت الحكومة العثمانية في نهاية نوفمبر 1897م/رجب 1315هـ على تعيين الشيخ مبارك قائمقام الكويت.

## الحملة الثانية
بعد فشل يوسف الإبراهيم في حملته على الكويت في محرم 1315هـ/يونيو 1897م، ذهب هو ومعه خالد بن محمد الصباح في 29 محرم 1315هـ/يونيو 1897م نحو قطر حيث الشيخ قاسم أو جاسم آل ثاني صديقه وعدو مبارك اللدود، فأسرع الشيخ قاسم إلى نصرته وإعداد حملة بحرية وبرية تنطلق في نوفمبر 1898م، فتكفل الشيخ يوسف بشراء 400 بعير بسعر  4000 ليرة عثمانية وجعلها تحت تصرفه بأسلحتها، وانضم إليهما محمد بن رشيد بعد مقتل بعض تجار حائل كانوا خارجين من الكويت بداية سنة 1315هـ/1897م وسلب أموالهم، فاتهم ابن رشيد الشيخ مبارك بتدبير هذا الهجوم، وحاول الأخير اثبات برائته ولكنه فشل في إقناعه، لذا التقت مصالح الثلاثة (ابن رشيد وآل ثاني والإبراهيم) في الهجوم على الكويت، إلا ان الخطة تعطلت. ولم تعرف الأسباب الحقيقية لتعطل الهجوم، فبعض المؤرخين ذكر أن ابن رشيد صرف النظر عن هذا المشروع بسبب تحذير الدولة العثمانية ومنعه من غزو الكويت، وقيل بسبب وفاة محمد بن رشيد في رجب 1315هـ/نوفمبر 1897م. أما فشل الحملة وإيقافها فكان سببها كتاب مبارك إلى صديقه سعيد باشا متصرف الأحساء -مع بعض الهدايا- شارحا نوايا الشيخ قاسم، فأرسل المتصرف إلى والي البصرة يخبره بجلية الأمر وبما يريد الشيخ قاسم أن يقوم به من هجوم على مبارك المطيع والخاضع للدولة العلية. ولحسن حظ مبارك أن الوالي أصغى لما قاله سعيد باشا، فأرسل السيد «رجب النقيب» إلى قطر لتسكين ثائرة الشيخ قاسم. فنجح الوفد في مهمته وأخمد الفتنة، وكان وصول الوفد في بداية يناير 1898م.

### نتائج تلك الحملة
عندما تأكد يوسف الإبراهيم أن سعيد باشا متصرف الأحساء هو من تسبب بفشل تلك الحملة، عزم على الإيقاع به، فأحضر رجلا من أهل الجنوب يقال له «عبد الرحمن بن سلامة» وأعطاه أربعين بندقية وخمسين كيسًا من الأرز ومقدارًا من النقود، وطلب إليه أن يثير قبيلة العجمان والهواجر ضد متصرف الأحساء، فثارت القبيلتان على سعيد باشا. عندئذ قام يوسف الإبراهيم بتنظيم مضبطتين ووقعهما شيوخ جميع القبائل المحيطة بالأحساء يشكون فيها جور المتصرف، ويعزون أسباب تلك الثورة إلى تعسف متصرفهم وظلمه. فأرسل إحدى المضبطتين إلى والي بغداد والأخرى إلى والي البصرة محمد أنيس باشا. غير أن الشيخ مبارك استطاع أن يمسك المضبطتين قبل وصولهما، فأرسلهما إلى سعيد باشا كاشفًا له عن مكيدة يوسف الإبراهيم، فشكره سعيد باشا، وكان ذلك في صفر 1315هـ/يوليو 1897م. وفي 23 ربيع الأول 1315هـ/أغسطس 1897م أي في ذات السنة قامت قبيلة السعيد بالهجوم على قافلة من الأحساء ومتجهة إلى الكويت، فاستولوا عليها بأكملها، فاستغل الشبخ مبارك ذلك حيث أرسل إلى والي البصرة وبغداد متهمًا يوسف الإبراهيم أنه وراء تلك الأعمال، وطلب منهما الضرب بقوة لمنع تكرار تلك الاعتداءات. وكان الابراهيم قد ترك قطر وعاد إلى الدورة في البصرة، ومنها سافر إلى أطراف السماوة لإثارة القبائل النجدية -القادمة إلى تلك النواحي للاكتيال- ضد الكويت وإلحاق الأذى بالشيخ مبارك. فأصدر والي البصرة «محمد أنيس باشا» الأوامر بالقبض عليه لإجراء التحقيق معه. فلما بلغه أمر القبض عليه عاد متخفيا من السماوة إلى الدورة بزورق صغير، ومن المفارقات أن الشيخ يوسف كان حريصًا على كسب الدولة العثمانية، فقد اتجه بداية إلى حكومة البصرة أواخر 1313هـ/1896م طالبًا النصرة ضد خصمه، ولكنه اصطدم بالفساد الإداري المستشري فيها سنة 1315هـ/1897م، فضاقت السبل عليه وخشي أن يلقى القبض عليه ويساق إلى المحاكم الجزائية، لذا قرر السفر إلى بومباي ليأمن على نفسه، ويكيد إلى الشيخ مبارك من هناك. فغادر الدورة إلى بومباي، فوصل مع بعض أقاربه إلى جزيرة جسم فتركهم هناك ثم اتجه إلى بندر عباس، وبعدها استقل أحد المراكب البخارية إلى بومباي. وفي بومباي طلب منه الشيخ عبد العزيز آل ابراهيم أن يبقى هناك لمباشرته تجارتهم فاعتذر، وقال: إن الشيخ قاسم آل إبراهيم هو أحسن من يقبض زمام الأمر، أما أنا فقد يكون في قبضي للأمر إتلاف للمال.

## انتقاله إلى حائل
إثناء مكوث الشيخ يوسف الإبراهيم في بومباي ورد كتاب من «تحسين باشا» رئيس ديوان السلطان عبد الحميد أو المابين إلى الأمير محمد بن رشيد يطلب منه التوسط لإجراء الصلح بين الشيخ مبارك وبين يوسف الإبراهيم. إلا أن هذا الخبر تسرب إلى يوسف الإبراهيم بعكس الحقيقة، حيث قيل له أن الدولة العثمانية أمرت ابن رشيد أن يستعد بجيوشه لمساعدته في القضاء على مبارك. فطار فرحًا وأسرع بالرجوع متنكرًا من بومباي إلى البصرة في أول باخرة تجارية، ثم خرج إلى الزبير ولم يشعر به أحد، ومنها سافر ليلاً إلى حائل وهو متنكر بزي بدوي يرعى الإبل، ولم يكن معه أحد إلا أربعة من خدمه حتى وصل حائل. وفي حائل أوقفه الأمير محمد بن رشيد على نص كتاب المابين، وعلم أن الأمر على عكس ماكان يظن، إلا أنه امتنع عن قبول مصافاة الشيخ مبارك، ورفض فتح باب التفاوض للصلح معه مهما كان السبب، وبقي في حائل يترقب التطورات السياسية. وقد عاد إلى الهند بعدها ولكن مالبث أن قدم حائل في عهد الأمير عبد العزيز المتعب الرشيد في شهر صفر 1318هـ/يونيو 1900م.

### فشل المصالحة مع مبارك الصباح
ما إن قدم الشيخ يوسف الابراهيم إلى حائل وحل فيها ضيفًا وحليفًا لابن رشيد في شهر صفر 1318هـ/يونيو 1900م، حتى بدأ مبارك الذي لم يطق صبرًا يتحرك على كل صعيد لنفض ما أمكن من غزل يوسف الإبراهيم السياسي، فطلب من الجلوية الذين عنده (ابن سعود والسليم والمهنا) الخروج من الكويت والإغارة على نجد. فخرج عبد الرحمن وشن غارة على مجموعة من قبيلة قحطان التابعة لإمارة ابن رشيد بالقرب من روضة سدير، فتمكن من الحصول على غنائم عديدة، ولكنه لم يتمكن من العودة إلى الكويت، فلم يجد بدا ومن معه من التوجه إلى قبيلة العجمان بأطراف الكويت، فبقوا هناك بانتظار ما تسفر عنه الأحداث. وفي أثناء ذلك أرسل الشيخ مبارك إلى الأمير ابن رشيد يطلب منه عقد الصلح، وإبعاد يوسف عن حائل مقابل عدم عودة اللاجئين الذين عنده إلى الكويت. ولكن وصلت إلى ابن رشيد معلومات أن مبارك قد أمد هؤلاء الجلوية بالمال والسلاح، فرفض ابن رشيد عرض مبارك وهدده بالوعد في صفاة الكويت. فاستدعى مبارك الإمام عبد الرحمن ومن معه على وجه السرعة إلى الكويت، حيث أنزلهم الجهرة، وكان ذلك نهاية ربيع الأول 1318هـ/يوليو 1900م وذكر المؤرخ مقبل الذكير في كتابه تاريخ الذكير:«لم يقم ابن صباح بحرب ابن رشيد إلا بعد أن نزل ابن ابراهيم بساحة ابن رشيد وإنجاده على خصمه، حينئذ بدأت مساعدة مبارك لابن سعود لا محبة فيه، ولا رغبة منه في استرجاع ملك ابن سعود، وإنما جعله وسيلة في لانتقام به من ابن رشيد ومن ابن ابراهيم».

### طلبه العفو من السلطان
بعد أن انتهاء المعركة بين ابن رشيد وسعدون بن منصور السعدون في نهاية نوفمبر 1900م، حاول كلا من ابن رشيد والشيخ يوسف كسب الموقف العثماني إلى جانبهما، فطلب الأمير عبد العزيز من محسن باشا والي البصرة الحصول على عفو سلطاني عن الشيخ يوسف، ولكن بحكم الصداقة التي تربط الوالي بالشيخ مبارك فقد تعذر قبول الطلب. فما كان من الإبراهيم إلا أن رفع طلبه إلى السلطان العثماني عبد الحميد الثاني مباشرة يطلب الصفح والعفو عنه بواسطة الأمير عبد العزيز بن رشيد. وفي الوقت نفسه أرسل الشيخ يوسف وفدًا لاستمالة قائد الفيلق السادس ببغداد المشير أحمد فيضي باشا إلى جانبهم ولإقناع السلطان بلاستيلاء على الكويت، وقد وعده الشيخ يوسف في حالة إقناعه للباب العالي بهدية قدرها عشرة آلاف ليرة عثمانية. وامتثالا لأمر الدولة العلية، منع ابن رشيد كلا من الشيخ يوسف وخالد بن محمد الصباح وجاسم آل ثاني من التحرك ضد أعدائهم حتى تنظر السلطات العثمانية في تحصيل حقوقهم. وفي تلك الأثناء كلف السلطان عبد الحميد صهره «كاظم باشا» للتوسط في حل هذه الأزمة، فذهب إلى السماوة حيث قابل يوسف الإبراهيم ومعه عفو السلطان عنه، وقابل أيضا ابن رشيد لحل أزمة الحكم في الكويت، فوعده ابن رشيد بالتوقف عن العمل الهجومي ضد الكويت. وعند عودته إلى بغداد اصطحب كاظم باشا معه يوسف الإبراهيم ليحل ضيفًا عنده.

## معركة الصريف

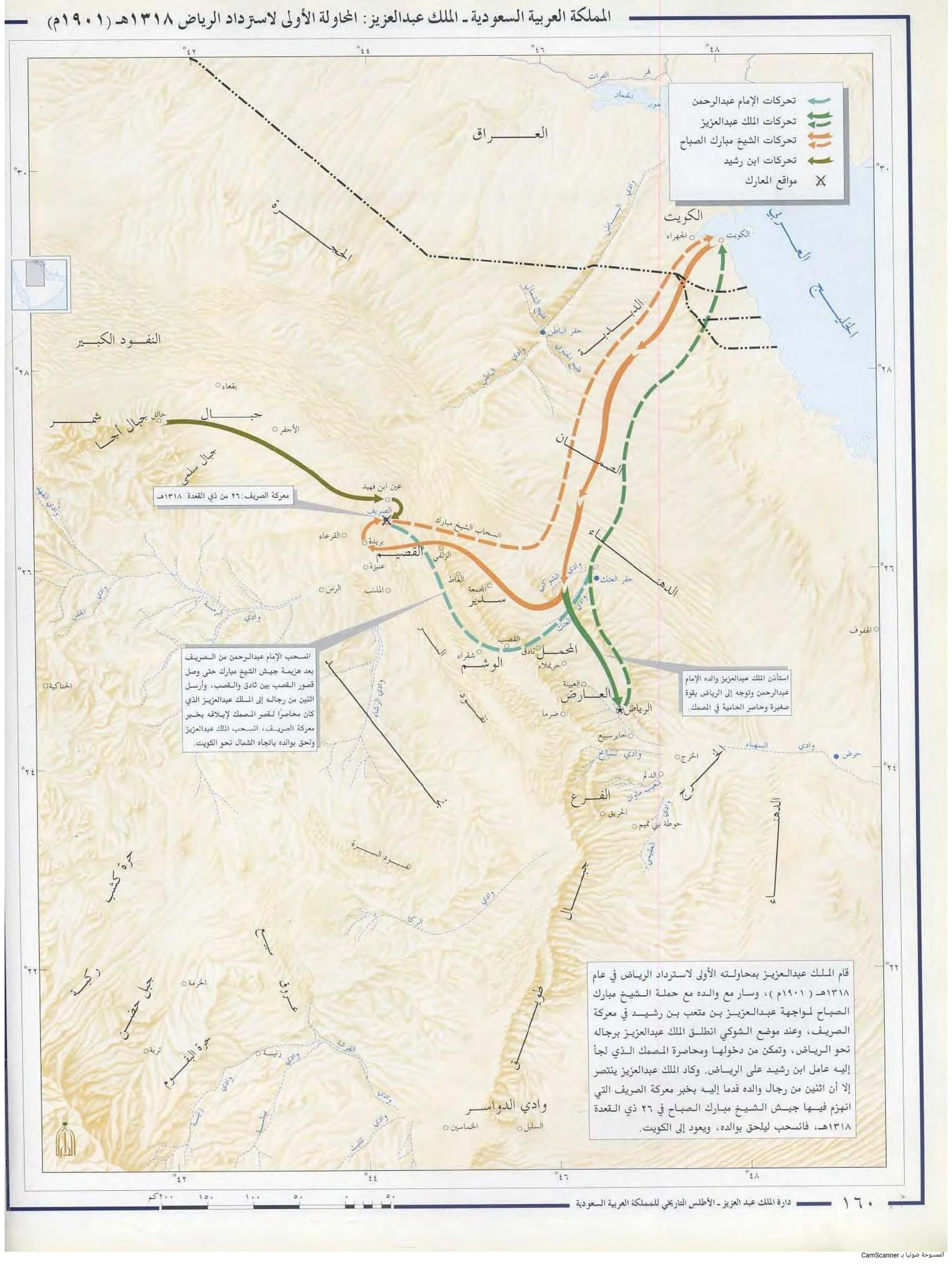
خط سير حملة مبارك الصباح إلى الصريف

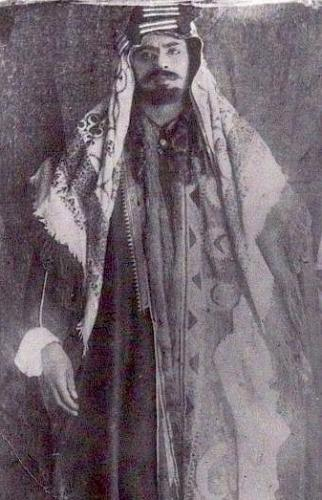
عبد العزيز ابن رشيد

في 20 سبتمبر 1900م جرى التحالف بين الشيخ مبارك والأمير عبد الرحمن بن سعود مع تلقيهما وعد من شيخ المنتفق سعدون لضرب الأمير عبد العزيز المتعب. بالمقابل كان الأمير عبد العزيز يعاني من أزمة حرجة، تمثلت في صعوبة توفير السلاح بعد أن أغلقت الكويت ميناءها في وجه إمارته، فاعتماده على الدولة العثمانية ممثلة في والي البصرة لجلب السلاح يتطلب وقتا طويلا. ولكن بعد قدوم الشيخ يوسف الإبراهيم خففت حدة هذه الأزمة، حيث تكفل بتوفير السلاح المطلوب باستخدام قدراته المالية ونفوذ آل إبراهيم في الهند. فقامت أسرة آل ابراهيم ممثلة بالشيخ عبد العزيز بن علي آل إبراهيم بشراء الأسلحة بشحنها إلى قطر فيقوم جاسم آل ثاني بإرسالها إلى حائل دون تأخير، واشترى يوسف ألف جمل لنقل قوات إمارة حائل إلى جانب تقديمه دعم مادي وصل إلى 10,000 ليرة عثمانية.

### الحملة الرابعة
في عام 1320ه، أعدّ يوسف خطّة لقتل مبارك الصباح، فاستأجرَ رجالاً من أبناء حميدي كانوا قراصنة معروفين، وأمرهم بأخذ سفينة أحد أقاربه المسمّى عبد اللطيف الإبراهيم، وكانت سفينته هذه معروفة عند الكويتيين، فقال يوسف لأبناء حميدي، خذوا هذه السفينة المحملة ببضائع، وسيروا بها إلى ميناء الكويت، فإذا سألكم عنها مبارك فقولوا له إنكم نهبتموها من رجال يوسف وقتلتموهم، فنفَذّوا الخطة واستقبلهم مبارك فصدّقهم وآواهم وجعلهم من خُدّامه، وبعد مدة بدأ هؤلاء بمحاولة إقناع اثنين خُدّام مبارك المقربين للاشتراك معهم في قتله، فسارع الاثنان إلى أبيهم ليسألوه عن رأيه، فاستمع إليهم الأب وتظاهر بالموافقة، وما لبثً أن هرعَ إلى مبارك ليخبره بالمكيدة، فسجنهم مبارك، فحفروا باطن السجن وهربوا فأدركهم لكنه لم يؤذهم تجنباً لانتقام عشائرهم في شواطئ البصرة، فأرسلهم إلى صديقه الشيخ خزعل في المحمرة.

### غارة على صفوان
في عام 1902، حشد يوسف رجالاً من الزبير، للإغارة على عربان في صفوان، تابعين لمبارك الصباح، فغنموا منهم ثمانمئة شاة.

## سجن وكيل مبارك
في عام 1902م، كان لمبارك الصباح وكيل أملاك ومندوب في البصرة، اسمه عبد العزيز السالم القناعي، وقد وصل إلى عبد العزيز ظرف مختوم فيه مجلة الخلافة الممنوعة في الدولة العثمانية، فأرسل عبد العزيز ذلك الظرف إلى مبارك الصباح فاعتُقل عبد العزيز في البصرة، فجاء إليه يوسف الإبراهيم ليغريه بالتبرؤ من مبارك الصباح مقابل شفاعة يوسف له ليخرج من السجن، فأبى عبد العزيز ذلك العرض، ولم يخرج إلا بعد مجيئ والي البصرة الجديد مخلص باشا.

### أسطول من الدورة
في جمادى الآخرة عام 1320ه، سبتمبر عام 1902م، قام أولاد القتليين بتجهيز أسطول بحري يحمل معدات قتالية متكاملة، فانطلق الأسطول من الدورة متوجهين إلى الكويت، فعلم بذلك جابر بن مبارك الذي كان حيئنئذٍ في الفاو، وخابرَ رئيس الخليج في أبو شهر، فأرسل الخبر إلى الكويت ليستعدوا، كما أرسل طراداً ليترصّد أسطول الدورة قرب ميناء الكويت، وما إن خرج الأسطول حتى بدا لهم أنّ جنود مبارك قد علموا بالأمر، فرجع الأسطول، فلاحقه الطراد الإنكليزي لمدة يومين فمال الأسطول إلى جهة منطقة القصبة وقتلوا ضابطاً بريطانياً وهربوا في 5 سبتمبر عام 1902م، تاركين أسطولهم الذي أخذه البريطانيون إلى البصرة للتحقيق فيمن جهّزه، فأنكر أولاد القتيلين ويوسف الإبراهيم علمهم بذاك الأسطول. وفي 9 سبتمبر عام 1902 أرسل راتسلو (Wratislaw) قنصل بريطانية في البصرة ببرقية إلى سفير بريطانية روى فيها فيها تساهل والي البصرة مصطفى نوري باشا وعدم اهتمامه بما يفعله أعداء مبارك الصباح الذي يشنون الغارات عليه من الأراضي العثمانية، وفي 30 سبتمبر عام 1902، أرسل راتسلو ببرقية أخرى ذَكر فيها اجتماعه مع والي البصرة ونقاشهما فيما يتعلق بيوسف الإبراهيم، وكيف كان جواب الوالي متصدياً للقنصل ومدافعاً عن يوسف الإبراهيم، واشترط الوالي على القنصل أن لا يستقبل شكاويه ما لم تكن مكتوبة.

## نفيه

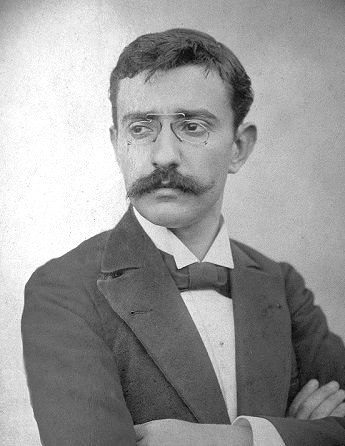
ملابس تركية في عهد التنظيمات العثمانية

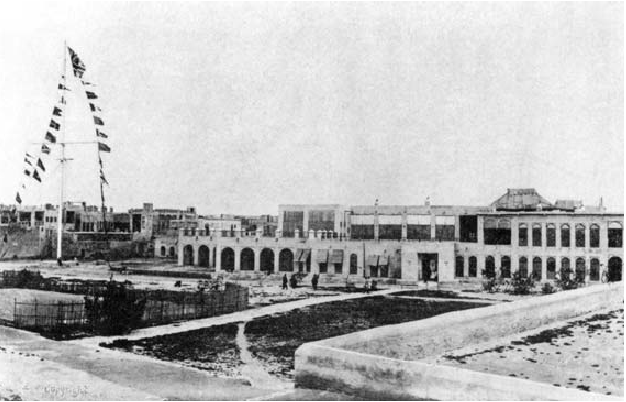
دار المقيم السياسي في الخليج في بوشهر

ما زال يوسف خطراً على مبارك، بالرغم من نفي الدولة العثمانية إيّاه من أراضيها في عام 1903م، فقد أرسل مبارك برسالة إلى المقيم السياسي في الخليج، يذكر له فيها اعتداء وقع على مركب كويتي في خور موسى في 3 شباط عام 1903، وقُتل كل من في المركب، وكانوا سبعة، إلا واحد، وسُلبت أموالهم وكانت تعادل 1244 دولاراً نمساوياً، وسمع والي البصرة أنّ المهاجمين كانوا من الجانب الفارسي، وأنهم لجؤوا إلى قرية القصبة شرق الفاو، ثم أرسل مبارك رسالة ثانية تضمنت تحقيقاته في القضية التي تبين له فيها أنّ مركب المعتدي يملكه علي وليد وهو من رجال يوسف الإبراهيم ويسكن في أملاكه في الدورة، أما الذين نفذوا الاعتداء فكانوا يوسف ابن علي وليد، وفيحان عبد الله آية الله، ودوشان عبد الخرسان، وناصر ابن أخت ياقوت سويحي، وبخيت بن كبيش فرحان، وعطية بن زامل، وكلهم يسكنون في الدورة، واثنين آخرين من قبيلة النصور يسكنان في القصبة، كما ذكر مبارك الصباح للبريطانيين أنّ يوسف ليس خارج حدود السلطة العثمانية، بل ما زال في الدورة، فنظرت بريطانية في الأمر وتبين لها أنّ الذي في الدورة هو صالح الإبراهيم ابن عم يوسف، وكان قد أتى من مكة، فلم يقتنع مبارك بذلك وأصرّ على أنّ الذي في الدورة هو يوسف، ثم بدا أنّ قول مبارك كان صحيحاً فقد خرج يوسف من الزبير إلى الدورة في 2 يونيو عام 1903، متوجهاً إلى المحمرة وأقام فيها خمسة أيام، واستقبله شيخها خزعل الكعبي، ثم رجع إلى الزبير متخفياً بلباس تركي.

## وفاته
| الحمد لله، هذا الذي أقلق راحتي وأراد أن يزعزعني عن الحكم ولكن حظي تغلب على حظه. |
| —مبارك الصباح                                                                   |

ما لبث انتصار حليف يوسف الإبراهيم في معركة الصريف بضع سنين حتى توفي يوسف في حائل عام 1 يناير أو 12 مارس عام 1906، وقيل سنة 1905م الموافقة 1323 الهجرية، في طريقه إلى المدينة المنورة قاصداً الحج، ولا يُعلم هل أتعبه السفر فمات، أم كان بسبب مرض أصابه، وبذلك ارتاح مبارك الصباح من خصم دامت عداوته عشر سنين. وتحسّنت بعد وفاته العلاقة بين مبارك الصباح والدولة العثمانية. كما انتعشت التجارة، وبدأت عوائل الإبراهيم بالعودة من البصرة إلى الكويت تدريجياً ابتداء من عهد سالم المبارك الصباح، وذُكرتْ وفاة يوسف في أول تقرير للوكالة السياسية البريطانية في الكويت الذي قيل فيه إن وفاة يوسف كانت في نهاية عام 1905م.

## رجاله
حين ظهر اعتراض يوسف على حكم مبارك، انضمّ إليه جماعة من أقارب الحاكم السابق والمقربين منهم، كما انضمّت إليه أسرته، وتكوّنت فئتان من التجار، واحدة مع مبارك الصباح والأخرى مع يوسف الإبراهيم.
- مبارك بن عذبي: مبارك بن عذبي بن مبارك بن جابر بن عبد الله بن صباح الأول، كويتي من آل صباح، وُلد عام 1845، كان مقيماً في الزبير، وبادية الكويت، عُرف بالشجاعة، وحين اشتدّ خلاف محمد بن صباح مع أخيه مبارك، أرسلَ محمد إلى مبارك بن عذبي ليستعين به على مبارك الصباح، وحين علم مبارك بذلك بادرَ إلى قتل أخيه. فعارض بن عذبي وصوله إلى الحكم وكان معروفاً بنقمته الشديدة عليه،[5] صار بن عذبي في عهد مبارك الصباح يجمع مقاتلين بين حين وآخر ويغير على عشائر كويتية في أطراف دولة الكويت، واشترك مع عشيرة بني طوالة الشمرية الموالية لابن رشيد في الزبير في الإغارة على عشائر كويتية في الصبية، تحالف مبارك بن عذبي مع يوسف الإبراهيم وشنّوا غارة بحرية على الكويت، والتحق بن عذبي أيضاً بابن رشيد في حائل، ونصحه بالإسراع في محاربة مبارك الصباح في معركة الصريف،[127] تزوج سبيكة بنت صباح، ثم تزوج منيرة بنت علي بن جابر أرملة الشيخ جراح وبنت خالة يوسف الإبراهيم.[128][129]
- منصور الخشتي: الحاج منصور بن خميس الخشتي هو نوخذة كويتي، كان لعائلته بيت قرب مساكن آل إبراهيم في حي الوسط، وكانت له صلة قوية بيوسف الإبراهيم من قبل حادثة قتل محمد بن صباح، كان منصور كاتباً ليوسف وملازماً إيّاه، وله مشاركة أساسية غامضة في النزاع بين مبارك ويوسف، ورافقه في سفره إلى البحرين في يوم 17 يوليو عام 1897، ذُكر اسم منصور أيضاً في وثيقة قطرية مؤرخة في 11 يناير 1905م، بصفته خبيراً في مسألة إرثية، وتوفيَ عام 1913 تقريباً.[130][131]
- عبد العزيز بن علي الإبراهيم: هو ابن عمّ يوسف الإبراهيم، تاجر كبير، كان مقيماً في الهند، اتهمه مبارك الصباح بأنّه هو المموّل ليوسف.[132]
- مشاري بن أحمد الإبراهيم، هو ابن خال يوسف، وأصبح مسؤولاً عن عوائل الإبراهيم بعد انتقالهم إلى الزبير.[133]
- علي اليوسف: الشيخ علي بن سليمان بن علي اليوسف التميمي، وُلد في عنيزة عام 1838م، وذهب وهو صغير مع والده إلى بغداد ونشأ فيها وتتلمذ على محمود شكري الآلوسي، وأصبح عالم دين سلفياً، انتقل إلى الدورة وصار فيها قاضياً وإماماً ومُلّا، ووكيلاً لأملاك يوسف الإبراهيم في منطقة الدورة والمخراق، كانت له صلة قوية بيوسف وسافر معه إلى أمير قطر قاسم آل ثاني عام 1315هـ، وظل مقيماً في الدورة حتى أصابه المرض فذهب إلى الفاو ومات فيها عام 1917، ودُفن بالزبير، وبعده أصبح ابنه حسين وكيلاً لمصطفى بن يوسف الإبراهيم.

```
[
134
]
[
135
]
[
136
]
```

عبد الوهاب الطبطبائي

- صباح بن جراح بن صباح (ابن نائب الحاكم المقتول).
- سعود بن محمد بن صباح (ابن الحاكم المقتول)، اشترك في حملات يوسف الإبراهيم العسكرية والسياسية، ومن أحفاده سعود الناصر الصباح، وبعد أن توُفيَ يوسف الإبراهيم، تصالح سعود بن محمد مع عمّه مبارك الصباح، وتزوج ابنته، بِيبي بنت مبارك.[137]
- خالد بن محمد بن صباح.
- عذبي بن محمد بن صباح.
- علي بن محمد بن صباح.
- عبد الوهاب الطبطبائي، أقام في الزبير وأصبح أول مدير بلدية فيها.
- حمد العبد المحسن الغرير، كاتب الحاكم محمد بن صباح.
- محمد بن رابح، هوالشيخ محمد بن محمد الرابح، ويُسمى أيضا محمد بن الرابح الشنقيطي، كان عالم دين، ومستشاراً لحاكم الكويت محمد بن صباح، وُلد في مكة عام 1847م، وأصله من الرباط،[138] ينسبُه أحفاده إلى الأدارسة، كانت له مؤلفات أتلفها قبل النشر، ومن أهم مؤلفاته التي أتلفها كتابه عن الوقائع التي حدثت بين محمد بن صباح وأخيه مبارك الصباح، انتقل إلى الزبير بعد مقتل محمد بن صباح، وعُيّن إماماً ومدرساً في جامع ومدرسة مزعل باشا السعدون،[139] وتوفي في الزبير عام 1930.[140]

| ياعبد الله إنك بين يدي الله القدير الرحيم ، فلماذا لا تذهب إلى البصرة ؟ ولماذا لا تأتي معي إلى الكويت ؟ إنك من ديننا ولن تخالف التقاليد خلال ضيافتي. |
| —يوسف الإبراهيم |

- ويليام ريتشارد ويليامسون: ضابط بريطاني، أشهر إسلامه، وغيّر اسمه إلى «عبد الله وليام»، فاستقل الباخرة بانكورا هاربًا من بومبي لاعتناقه الدين الإسلامي، مما أدى إلى ملاحقة السلطات البريطانية له في منتصف 1311هـ/1893م، وتعرف خلال الرحلة على الشيخ يوسف الإبراهيم حتى أصبح من مرتادي مجلسه، والسبب في ذلك أنه لما وصلت الباخرة المذكورة ميناء بوشهر، كانت قد سبقتها برقية مرسلة من الهند تطلب إرساله مخفورًا إلى بومباي. فعزم وليمسون إلى الهروب إلى أي بلد إسلامي يكون فيه بمأمن من البريطانيين بعد أن أصبح مطلوبًا لدى حكومة الهند. فاختار العراق أن تكون وجهته حيث الدولة العثمانية المسلمة. وعندما علم بمضمون البرقية التي مفادها عدم سماح ربان الباخرة له بمغادرتها في أي ميناء ترسو فيه وإعادته على متنها  مخفورًا، طلب من الشيخ يوسف الإبراهيم مساعدته، فقام بتسهيل إدخاله الكويت إثناء رسو الباخرة، واستضافه مانحًا إياه الحماية. وعندما طلب وليمسون مغادرة الكويت والرحيل إلى البصرة، أمن له الشيخ يوسف ما أراد من لوازم الرحلة، وزوده بتوصية إلى فهد البسام عميد الأسرة هناك وهو وكيل إمارة حائل في البصرة.[28]
- ماجد بن سلطان بن فهد: إمام وخطيب كويتي، تعلّم في الأزهر، وتولى  في مصر طباعةَ أول كتاب كويتي، اسمه كتاب نيل المآرب في شرح دليل الطالب، عُرف عنه كره الأجنبي، توفيَ عام 1917م.[141][142][143]
- أحمد الغانم.
- خليفة المسلم القناعي
- منصور بن عيسى
- أحمد العبد المحسن
- علي بن خميس
- حسين بن عيسى القناعي
- أحمد بن محمد العسعوسي.[140]
- علي وليد: مقيم في الدورة وكان له مركب بحري، اُستعمل في 3 فبراير عام 1903 للإغارة على مركب كويتيين كان بالقرب من خور موسى.
- يوسف علي وليد: ابن علي وليد، وقد اشترك في غارة خور موسى، وجُرح.
- فيحان عبد الله آية الله
- دوشان عبد الخرسان
- بخيت بن كبيش فرحان
- عطية بن زامل[117]
- خالد بن عون: شيخ ناحية الزبير.[144]
- عبد الوهاب القرطاس: أحد وجهاء البصرة،[145] كان وكيلاً بالتفاوض عن أولاد القتيلين ومناصراً قوياً لمطالبهما ومرشحاً للاشتراك في التحكيم بينهما وبين مبارك الصباح، غيرَ أن مباركاً لم يرضَ به واعتبره عدوّاً له، وصديقاً مقرّباً من يوسف،[146] أصبح عبد الوهاب القرطاس فيما بعد، عضواً في حزب الاتحاد والترقي،[147] وعضوَ مجلس إدارة لواء البصرة ونائبَ البصرة لدى مجلس المبعوثان.[148][149][150][151]

## ذريته

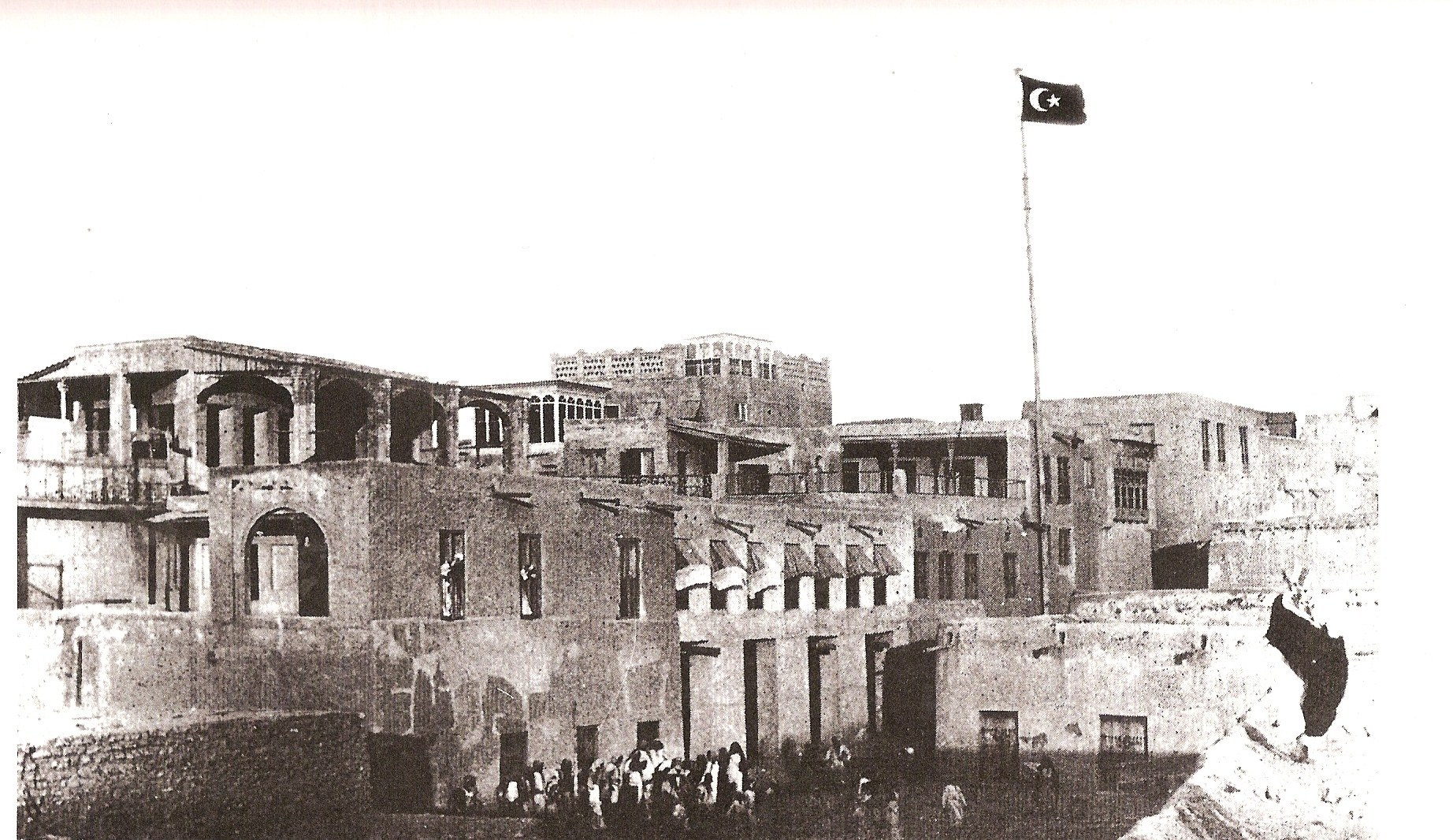
قصر السيف

- يعقوب، توفّيَ في حياة والدهِ يوسف، وترك ابناً اسمه عبد الله وبنتاً اسمها مريم.
- ميثة، أقامت بالبصرة حتى الستينيات ثم هاجرت إلى الكويت وتوفيت فيها.
- فضة، أقامت بالزبير وتوفيت بها في السبعينات.
- مصطفى، مَلّاك وتاجر تمور،[152] وُلد في حائل عام 1904، وتعلّم في مدرسة أسرة الإبراهيم في البهيتة،[153] هاجر إلى الولايات المتحدة واتخذها مركزاً لتصريف تموره وتجارته،[154] وتزوج هناك من امرأة أمريكية ثرية، وأقام في أمريكة حتى وفاته عام 1994م، ورث من أبيه أراضي واسعة في البصرة، كما كان وكيلاً عن أسرة الإبراهيم في إدارة شؤون أراضيهم هناك،[155] كان بيته في الدورة ذا زخرف عربي ملحوظ،[156] ولم يكن يقيم طويلاً في قريته، لُقّبَ ملك التمور، وكانت له مكانة لدى الملك عبد العزيز والملك غازي وصديقاً للملك فيصل بن عبد العزيز، وأعطاه حاکم نیویورك مفتاح المدينة كمواطن شرف، وفي عام 1937 تقدم بطلب لحكومة بريطانية في الهند بإعادة أرض قصر السيف إلى أسرته التي كان يرى أنها ملكهم، وطلب من الحكومة العراقية حماية مصالحه في أمريكا، فاستحدثت الحكومة العراقية منصب القنصلية الفخرية، وعيّنت مصطفى الإبراهيم قنصلاً فخرياً في نيويورك.[157] وكان مندوباً لتمثيل العراق في معرض نيويورك العالمي عام 1939.[158] ترك مصطفى ابناً واحداً اسمه يوسف.[159]

## أملاكه
كان ليوسف بساتين للتمور في عدة مناطق قرب شط العرب.
في شهر يونيو أو يوليو سنة 1900م، أرسل يوسف الإبراهيم رسالة إلى السلطان العثماني، ذكر فيها أنّ مبارك الصباح قد استولى على أمواله وقراه في الكويت وأحرقها، فكان جواب السلطان إحالةً إلى والي البصرة محسن باشا يأمرهُ بدعوة مبارك الصباح ويوسف الإبراهيم للحضور إلى البصرة للحكم بينهما في هذا الادعاء، فأرسل والي البصرة محسن باشا رسالة إلى السلطان يخبرهُ بأن يوسف الإبراهيم ليس له في الكويت قرى أحرقت أو خُرّبتْ، ولم يكن ليوسف إلا حصن خارج مدينة الكويت، استولى عليه مبارك وجعله مقرّاً لبعض رجاله.

### استرداد أمواله
في 27 يناير عام 1902م، اُرجعت أموال يوسف الإبراهيم التي احتجزها مبارك الصباح.
| الاسم           | الوصف |
| --------------- | --- |
| قرية الدورة     | اشترى قرية الدورة أبو يوسف، وكان يوسف يقيم فيها هو وبعض أسرته. |
| قرية سهل        | كان يوسف الإبراهيم ومبارك الصباح والشيخ خزعل شركاء في هذه القرية. |
| القَطعة          | كانت ملكاً للشيخ يوسف. |
| نقعة بن إبراهيم | كانت بيوت آل إبراهيم قريبة من البحر، ولهم على الساحل مرسى سفن صغير يُسمى "نقعة"، وفي عام 1906م، أزالَ مبارك الصباح نقعة بن إبراهيم، ويقال إنه بنى قصر السيف على أرض النقعة. |
| قصر الصبية      | كانت ليوسف الإبراهيم بعض الزراعة. |

## صفاته
كان الشيخ يوسف آل إبراهيم قوة اقتصادية وعسكرية ولوجستية في تجنيد الرجال، وشن الحملات وقيادتها بنفسه، وقوة سياسية في مطالبته بدم الشيخين محمد وجراح الصباح واستعادة حقوق أبنائهما، وفوق كل ذلك أهميته في تسيير أمور الكويت والتي كانت بين يديه تقريبًا عندما كانت سلطة الحكم قريبة منه وصاغية له. إضافة إلى مالديه من علاقات في الداخل والخارج أقلقت الشيخ مبارك الصباح وكدرت صفو مبايعته وأنقصت من نشوة استيلائه على السلطة لعقد من الزمان تقريبًا. وقيل إن يوسف الإبراهيم كان يفضل الدولة العثمانية على بريطانيا، ويريد إبقاء نفوذ العثمانيين على المنطقة، لكنّ هناك شك في ذلك، لأن مصدر تجارة يوسف كانت في الهند، فمن غير المعقول أن يفرط في مصلحته. وقد وصفه السلطان عبد الحميد بأنه يميل إلى الإنجليز، وقال:«ان الإنكليز يرغبون في الاستيلاء على البصرة على وجه الخصوص. وقد أعلمني بعض أعيان تلك المنطقة أن الإنكليز يصرفون أموالا طائلة في هذا السبيل وأن الثري الخدّاع المسمّى «بيوسف إبراهيم» يعمل لحسابهم»، ووصفه أيضا بأنه رجل يثير القلاقل في المنطقة.
مع ذلك فقد أبرزت تطور مجريات النزاع بين مبارك ويوسف منذ بدايتها في العراق العثماني ثم تحولها إلى المجال القانوني والدبلوماسي ثم النزاع المسلح بعد أن وسع يوسف من دائرته، ومن ثم تدخل الأطراف الإقليمية والدولية، حيث أبرز يوسف آل إبراهيم صلابة أمام كل فشل يلحق به، فيعيد الكرة متخذًا محورًا جديدًا ومستخدمًا كل ما يملك من مال وقوة ودهاء. واستمر به الحال زهاء عقد من الزمان حتى وفاته دون كلل أو ممل أو يأس.

## الملاحظات
1. ↑  كانت هناك روابط تجارية قوية بينهما، فالشيخ جاسم آل ثاني من اكبر تجار اللؤلؤ في الخليج، حيث يملك 25 سفينة للغوص على اللؤلؤ، في حين كانت كانت أسرة يوسف الإبراهيم من اكبر محتكري ومسوقي اللؤلؤ في الخليج، لذا كان لؤلؤ قطر ومعظمه للشيخ جاسم يباع في الهند عن طريق آل إبراهيم.[83]

## وصلات خارجية
- مسلسل أسد الجزيرة.